# Sea Change
A 2002-es Sea Change Beck nyolcadik nagylemeze. Az albumon a szívfájdalom, az elnéptelenedés, a magány és az egyedüllét jelenik meg. Két kislemez jelent meg a lemez mellé: Lost Cause és Guess I'm Doing Fine.
Az ironikus dalszövegeket komolyabb, egyszerűbb tartalom váltotta. A korábbi albumokra jellemző sample-öket élő hangszerezésre váltotta. Az album a 8. helyig jutott a Billboard 200-on, 2005 márciusában kapta meg az arany minősítést a RIAA-tól. Az Egyesült Királyságban a listák 20. helyéig jutott.
A kritikusok pozitívan fogadták, többen már megjelenésekor Beck magnum opusának tartották. Mára a 2000-es évek egyik legjobb albumának tartják. Szerepel az 1001 lemez, amit hallanod kell, mielőtt meghalsz című könyvben.

## Az album dalai
|     | Cím                   | Szerző(k)   | Hossz |
| --- | --------------------- | ----------- | ----- |
| 1.  | The Golden Age        | Beck Hansen | 4:35  |
| 2.  | Paper Tiger           | Beck Hansen | 4:36  |
| 3.  | Guess I'm Doing Fine  | Beck Hansen | 4:49  |
| 4.  | Lonesome Tears        | Beck Hansen | 5:38  |
| 5.  | Lost Cause            | Beck Hansen | 3:47  |
| 6.  | End of the Day        | Beck Hansen | 5:03  |
| 7.  | It's All in Your Mind | Beck Hansen | 3:06  |
| 8.  | Round the Bend        | Beck Hansen | 5:15  |
| 9.  | Already Dead          | Beck Hansen | 2:59  |
| 10. | Sunday Sun            | Beck Hansen | 4:44  |
| 11. | Little One            | Beck Hansen | 4:27  |
| 12. | Side of the Road      | Beck Hansen | 3:23  |

## Közreműködők

### Zenészek
- Beck Hansen – ének, akusztikus gitár, háttérvokál, elektromos gitár, ütőhangszerek, szintetizátor, glockenspiel, bendzsó, szájharmonika, billentyűk, zongora, vonósok hangszerelése, wurlitzer
- Smokey Hormel – elektromos gitár, akusztikus gitár, akusztikus slide gitár, ütőhangszerek, háttérvokál, bambuszssaxofon, megamouth, zongora, lejátszó
- Justin Meldal-Johnsen – basszusgitár, nagybőgő, ütőhangszerek, háttérvokál, glockenspiel, elektromos gitár, zongora
- Roger Joseph Manning Jr. – clavinet, szintetizátor, háttérvokál, ütőhangszerek, zongora, wurlitzer, bendzsó, glockenspiel, harmónium
- Joey Waronker – dob, ütőhangszerek, háttérvokál, beatbox dobok
- James Gadson – dob
- Jason Falkner – elektromos gitár, háttérvokál, ütőhangszerek
- David Campbell – vonósok hangszerelése, karmester
- Nigel Godrich – billentyűk, ütőhangszerek, szintetizátor
- Suzie Katayama – cselló

### Produkció
- Nigel Godrich – producer, hangmérnök, keverés
- Paul Bishow – executive producer
- Darrell Thorp – hangmérnökasszisztens
- Bob Ludwig – mastering
- Elliot Scheiner – SACD/DVD-A környező zajok keverése

### Művészi munka
- Autumn de Wilde – borítókép
- Jeremy Blake – művészi munka
- Kevin Reagan, Beck – művészeti vezető, design
- Ekaterina Kenney – kreatív vezető

## Fordítás
Ez a szócikk részben vagy egészben a Sea Change (album) című angol Wikipédia-szócikk ezen változatának fordításán alapul.  Az eredeti cikk szerkesztőit annak laptörténete sorolja fel. Ez a jelzés csupán a megfogalmazás eredetét és a szerzői jogokat jelzi, nem szolgál a cikkben szereplő információk forrásmegjelöléseként.